# Madvillainy
Madvillainy é o único álbum de estúdio lançado pela dupla de rap Madvillain, formada pelo rapper britânico MF DOOM e pelo produtor Madlib. Foi lançado em 23 de março de 2004 pela gravadora Stones Throw Records.
A produção do álbum durou entre 2002 e 2004. O produtor Madlib criou grande parte das batidas e bases durante uma viagem ao Brasil, em seu quarto de hotel utilizando de equipamentos mínimos, como uma Boss SP-303 e um toca-fitas. 14 meses antes do lançamento do álbum, uma demo foi roubada e vazada para a internet, o que ocasionou em um breve hiato no projeto Madvillain que terminou apenas quando ambos os integrantes terminaram seus respectivos trabalhos solo.
Embora Madvillainy teve uma recepção comercial moderada, o álbum se tornou um dos mais vendidos álbuns da gravadora Stones Throw. Alcançou a posição 179 na Billboard 200 e atraiu a atenção de veículos de mídia cujo foco principal não era o gênero hip hop, tal como o The New Yorker. Madvillainy recebeu grande aclamação do público e da mídia e é considerada a obra-prima de MF Doom. Foi colocada em 18º lugar na lista dos 200 maiores álbuns de hip hop de todos os tempos pela revista Rolling Stone.

## História

Mural ilustrando MF DOOM em Little Haiti

Em 1997, antes de ser conhecido pelo pseudônimo MF DOOM, Daniel Dumile era integrante do grupo de rap KMD, que terminou após o lançamento de seu último álbum Black Bastards pela Elektra Records. Daniel perdeu seu irmão, conhecido como DJ Subroc, após um trágico acidente de carro e, desde a dissolução do KMD, o rapper enfrentou tempos difíceis como morador de rua. Anos depois, em 1999, Daniel Dumile retorna á cena do rap com seu novo alter ego MF DOOM, lançando seu álbum de estréia Operation: Doomsday pela Fondle'Em Records. Logo após o lançamento do álbum, o produtor Madlib declarou em uma entrevista para o Los Angeles Times que gostaria de fazer colaborações com dois artistas: J Dilla e DOOM.
Após o fechamento da Fondle'Em Records em 2001, DOOM desapareceu novamente. Durante esse tempo, ele viveu entre Long Island, Nova Iorque e Kennesaw, um subúrbio de Atlanta, na Geórgia (Estados Unidos). Coincidentemente, o empresário de Madlib na Stones Throw, Eothen "Egon" Alapatt, tinha um amigo no subúrbio de Kennesaw. Egon pediu á esse amigo para que entregasse á DOOM alguns instrumentais de Madlib. Na época, MF DOOM não conhecia Madlib ou a gravadora Stones Throw. Três semanas depois, o tal amigo ligou novamente para Egon, lhe dizendo que DOOM amou os trabalhos de Madlib e adoraria trabalhar com o produtor. Logo, uma das empresárias de DOOM fez uma oferta, pedindo por passagens de avião para Los Angeles e $1,500 dólares. Apesar da gravadora não possuir o dinheiro necessário após a compra das passagens, o acordo foi feito. De acordo com Egon, logo após a chegada, a empresária foi até o mesmo exigindo o dinheiro, enquanto MF DOOM conhecia Madlib.

"A primeira coisa que a empresária fez foi me levar até o meu quarto, que também era o meu escritório, e me levar até um canto para me perguntar sobre os $1,500 dólares. Logo percebi que, se ela estava ali comigo, DOOM estava junto com Madlib, então quanto mais tempo eu enrolasse com ela, mais tempo eles teriam para se conhecer e talvez isso daria certo."— Egon
O plano de Egon deu certo e logo DOOM e Madlib começaram a trabalhar juntos. Tempo depois, a Stones Throw Records pôde quitar a dívida para pagar MF DOOM. Segundo as histórias, o contrato com a gravadora foi assinado em um prato de papel.

### Produção

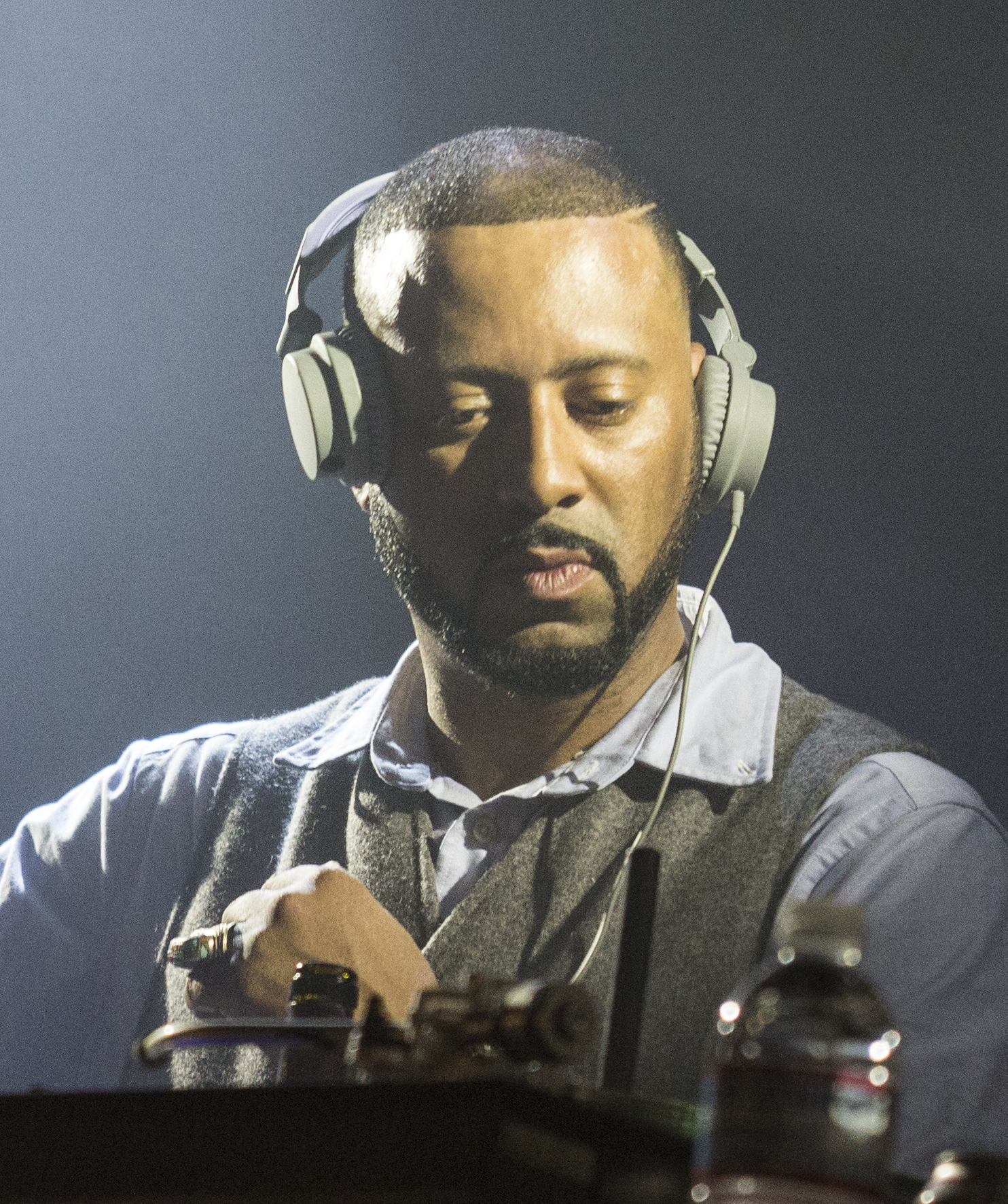
Madlib (foto em 2014), produtor do álbum e metade da dupla

Madvillainy foi produzido quase inteiramente por Madlib, exceto a primeira faixa, que ele produziu em colaboração com Doom. No álbum, Madlib incorpora seu distintivo produção, baseado no uso de samples, em sua maioria obscuros, de álbuns gravados em diferentes países. Além de samples de discos de artistas americanos, ou seja, de jazz. e soul, Madlib também usou Indian (por exemplo, amostras de "Shadows of Tomorrow" "Hindu Hoon Main Na Musalman Hoon" de R. D. Burman) e Brasileira (amostras de "Curls" "Airport Love Theme" de Waldir Calmon) para Madvillainy. Em relação a Sobre a produção de Madlib no álbum, ele afirmou em entrevista:
Eu fiz a maior parte do álbum Madvillain no Brasil. Cortes como "Raid" eu fiz no meu quarto de hotel no Brasil em um toca-discos portátil, meu 303, e um pequeno toca-fitas. Gravei em fita, voltei aqui, coloquei em CD e Doom fez uma música com isso.
O álbum consiste em 22 músicas, a maioria das quais tem menos de 3 minutos e não contém hooks ou choruses. Sam Samuelson do AllMusic comparou o álbum a uma história em quadrinhos, "às vezes seguido de vinhetas amostradas de filmes e transmissões dos anos 1940 ou esquetes de campo esquerdo sobre [maconha] ". Ele também observou que alguns instrumentais do álbum "[parecem] tão fora do tempo ou seguindo uma direção tradicional do hip-hop". The A.V. Club comparou o álbum a um bufê, onde "Madlib e Doom estão interessados em lançar ideias o mais rápido que puderem, dando-lhes toda a atenção que precisarem e passando para o próximo item". Tim O'Neil do PopMatters elogiou os instrumentais de Madlib e disse que eles "fazem do álbum um banquete sonoro".

### Letras
As letras de Doom em Madvillainy são associativa livre. De acordo com Stereogum, o álbum "é sobre usar o som para criar vinhetas semi-indecifráveis que estão situadas em algum lugar entre o real e o mítico". Apesar de originalmente apresentar uma entrega mais entusiasmada e animada, o vazamento levou Doom a seguir com um fluxo mais lento e relaxado na versão final do álbum. Este movimento foi elogiado por várias publicações, incluindo Pitchfork, que disse que era "em última análise, mais adequado" do que o original.
Ao longo do álbum, Doom usa uma série de dispositivos literários, incluindo rimas multissilábicas, rimas internas, aliteração, assonância , e holorimes. Os críticos musicais também notaram o uso extensivo de wordplay e duplo sentidos. PopMatters' ' escreveu: "Você pode passar horas debruçado sobre a folha da letra e tentando grocar o palavreado infinitamente denso de Doom. Se a linguagem for arbitrária, então muitos dos versos de Doom exploram a essência de palavras desprovidas de significado, conglomerados aleatórios de sílabas reunidas em uma ordem que só faz sentido do ponto de vista rítmico", acrescentou o crítico. The Observer afirmou que "as letras densamente telegráficas quase sempre recompensam uma inspeção mais detalhada" e que as "rimas" de Doom perca as batidas, vá para o meio da próxima linha, percorra versos inteiros "permitindo uma audição suave.

## Capa
A capa de Madvillainy foi criada pelo diretor de arte da Stones Throw, Jeff Jank, baseada em uma foto preto e branco de DOOM utilizando sua máscara de metal. Em uma entrevista com a Ego Trip, Jeff conta:
Antigamente, em 2003, DOOM não possuía de fato uma imagem pública. Os fãs de hip hop já sabiam que ele vestia uma máscara, que ele já foi um integrante do KMD uma década atrás, mas ele realmente era bem misterioso. Então eu realmente queria uma foto dele na capa, apenas para criar a capa definitiva de MF DOOM. Na verdade, eu estava projetando essa imagem de um homem que aconteceu de estar com essa máscara por alguma razão, contrastando com "a foto de uma máscara". Eu não sei se essa distinção veio para mais alguém, mas comigo foi algo relevante. Tipo assim, quem diabos anda por aí com uma máscara de metal? Qual é a sua história?

Capa do álbum Madonna, da artista Madonna

A foto foi tirada pelo fotógrafo Eric Coleman na casa da Stones Throw em Los Angeles e editada por Jeff Jank. Enquanto estava trabalhando na capa para Madvillainy, Jank tinha como inspiração a arte do álbum In the Court of the Crimson King, da banda de rock progressivo King Crimson. A expressão de pavor da capa seria ideal para retratar um álbum que tem como dupla "dois dos maiores vilões de todos os tempos". No entanto, não foi possível alcançar o mesmo resultado através de uma fotografia. Após terminar a capa, Jank percebeu a semelhança com a capa do álbum Madonna, da artista de mesmo nome. Apesar disso, Jank manteve a ideia original, descrevendo-a como "A versão rap de A bela e a fera". Um pequeno retângulo laranja foi adicionado no canto na versão final de Madvillainy, graças á um pensamento de Jank de que a capa "precisava de algo que se destacasse", comparando o laranja com a cor da letra "O" na capa de Madonna.

## Lançamento e promoção
Dois singles de Madvillainy foram lançados antes do lançamento do álbum: "Money Folder" junto com "America's Most Blunted", e "All Caps" junto com "Curls". O primeiro single alcançou a posição 66 na parada Billboard Hot R&B/Hip-Hop Songs.Madvillainy foi lançado em 23 de março de 2004. Apesar da Stones Throw Records ser uma gravadora relativamente pequena, o álbum alcançou um sucesso comercial moderado, o que foi grande para a gravadora. De acordo com a Pitchfork, "depois de dois anos intimidando o Stones Throw por fazer discos invendáveis, o distribuidor EMI não conseguiu manter o Madvillainy em estoque." álbum alcançou a posição 179 na Billboard 200 e vendeu aproximadamente 150.000 cópias, tornando-o um dos melhores da gravadora -venda de álbuns. Seu sucesso permitiu que o Stones Throw abrisse um escritório em Highland Park, Los Angeles.
Quatro vídeos oficiais foram criados para o álbum em seu lançamento inicial: "All Caps" (dirigido por James Reitano), "Rhinestone Cowboy" e "Accordion" (ambos dirigidos por Andrew Gura), e "Sombras de Amanhã" (dirigido por System D-128). "All Caps" e "Rhinestone Cowboy" aparecem no DVD Stones Throw 101 junto com um vídeo de ovo de páscoa escondido para "Shadows Of Tomorrow" como um bônus especial. Um vídeo improvisado de "Accordion" foi filmado em 2004, mas não foi lançado até o DVD In Living the True Gods de 2008.
Uma versão instrumental do álbum foi lançada em 2004 apenas em formato vinil e digitalmente em diversas lojas online, com as faixas "The Illest Villains", "Bistro", "Sickfit", "Do Not Fire!", e "Super Villain Theme" sendo omitido. Foi relançado em 2012 em vinil com capa completa.
Em 2014, em homenagem ao 10º aniversário de Madvillainy, Stones Throw lançou uma edição especial do álbum em vinil. O álbum voltou a entrar na parada Billboard 200 , chegando ao número 117, maior do que antes originalmente originalmente. No mesmo ano, Madvillainy também foi lançado em Compact Cassette, como parte do Cassette Store Day.

### Remixes
Vários remixes do álbum foram lançados. Dois EPs remix de Madvillainy foram lançados pela Stones Throw em 2005. Os remixes foram feitos por Four Tet e Koushik. Madvillainy 2: The Madlib Remix foi lançado pela Stones Throw em 2008, contendo um remix completo de o álbum de Madlib como parte de um box set de Madvillain. De acordo com Stereogum, foi a "tentativa de Madlib de deixar Doom animado o suficiente para trabalhar em um acompanhamento verdadeiro", gravado depois que ele se cansou de esperar para Doom gravar a sequência oficial.

## Recepção
| Críticas profissionais | Críticas profissionais |
| Pontuações agregadas   | Pontuações agregadas   |
| Fonte                  | Avaliação              |
| ---------------------- | ---------------------- |
| Metacritic             | 93/100                 |
| Avaliações da crítica  |                        |
| Fonte                  | Avaliação              |
| All Music              | [ 13 ]                 |
| Alternative Press      | 5/5                    |
| Entertainment Weekly   | B                      |
| Mojo                   | [ 39 ]                 |
| The Observer           | [ 20 ]                 |
| Pitchfork              | 9.4/10                 |
| Q                      | [ 40 ]                 |
| Rolling Stone          | [ 41 ]                 |
| Slant Magazine         | [ 42 ]                 |
| The Village Voice      | A−                     |

Madvillainy foi recebido com grande aclamação da crítica e se tornou um dos mais, senão o mais aclamado projeto de ambos MF DOOM e Madlib. No Metacritic, onde a nota é avaliada através da média da análise dos críticos, o álbum recebeu uma nota média de 93, baseada em 20 análises. Foi o mais bem avaliado álbum de hip hop do ano de 2004 e o terceiro mais bem avaliado, de acordo com o site. Foi também o álbum de rap mais aclamado da época, perdendo apenas para Stankonia, da dupla Outkast. Sam Samuelson, do AllMusic, escreveu: "O ponto forte do álbum vem da união entre as batidas obtusas, samples, rapping e um hip hop direto e do liricismo imprevisível de MF DOOM, que encaixa como uma luva dentro das batidas bem orquestradas de Madlib". Will Hermes do Entertainment Weekly chamou o álbum de "uma incrível sessão de indie rap por dois caras prestes a ficar no topo do mundo". A Alternative Press elogiou Madvillainy como "só invenções e nenhuma indulgência", enquanto o HipHopDX elogiou como "um clássico experimental, eclético, cru e espontâneo". Mojo também elogiou o álbum, chamando-o de "uma sinfonia com um caos muito bem construído", escrevendo também uma nota: "A grande opacidade de Madvillainy é parte de seu brilhantismo".
Pitchfork chamou Madvillainy de "inesgotávelmente brilhante, com camadas sobre camadas de hip-hop cuidadosamente considerado, mas imediato, com visão de futuro, mas sempre próximo de suas raízes", observando que "os samples são inteligentes e nunca esgotados, e a produção e as rimas revelam um determinado senso de cooperação, enquanto MF Doom lança suas mudanças líricas mais brilhantes e playoffs conscientes da produção". Q chamou Madlib de "o beatsman mais inovador desde Prince Paul", que criou "um cenário excêntrico e cheio de desenhos animados para O jogo de palavras melífluo de MF Doom". Rolling Stone descreveu as faixas de Madlib como "confusas e crepitantes de poeira", e elogiou MF Doom, cujo fluxo foi elogiado como "um calúnia particularmente elegante, com sílabas espalhadas ao longo de uma batida, não aderindo a ela de forma nítida". Eric Henderson da Slant Magazine chamou-a de "uma obra-prima camaleônica que por si só valida o arte da cultura sampler". Robert Christgau, escrevendo para The Village Voice, elogiou o álbum como "uma gloriosa fantasmagoria de fluxo ". Blender's Jody Rosen chamou-o de um "álbum tórrido que casa com a estética do rap da velha escola à concisão punk-rock."
Madvillainy também atraiu críticas positivas de várias publicações com cobertura pouco frequente da música hip hop.
David Segal do The Washington Post chamou o álbum de "histérico, [...] desconcertante, cativante, instigante ou simplesmente bobo". Kelefa Sanneh do The New York Times chamou isso de "uma colaboração delirante" e saudou MF Doom como um rapper que "compreende o poder deformativo da rima" e "entrega versos longos e livres associativos, cheios de saltos laterais e reviravoltas inesperadas". Sasha Frere-Jones do The New Yorker elogiou o álbum, observando que "o objetivo de Madvillainy é em grande parte poético - celebrando a linguagem da música e a música da linguagem" e que embora as batidas do álbum sejam baseadas em samples de discos, é "difícil dizer quais, mesmo de forma geral caminho".

### Elogios
Várias publicações incluíram Madvillainy em suas listas dos melhores álbuns do ano. A Pitchfork classificou-o em sexto lugar em sua lista dos 50 melhores álbuns de 2004, afirmando que "a colaboração traz à tona o que há de melhor em ambos os homens, sem copiar nada em seus catálogos". Prefix classificou o álbum em primeiro lugar em sua lista dos 60 melhores álbuns de 2004, afirmando que "quando Doom e Madlib se combinam, eles formam como Voltron". PopMatters posicionou-o em nono lugar em sua lista dos 100 melhores álbuns de 2004, elogiando o "fluxo real carregado de cultura pop" de MF Doom e a "experiência em mineração de batidas" de Madlib. Spin classificou-o em 17º lugar em sua lista dos 40 melhores álbuns de 2004, elogiando Madlib's produção, "placas grossas e tontas de baixo beatnik", que "mantém as coisas mais quentes do que o covil de um vulcão subterrâneo". Washington City Paper classificou Madvillainy em primeiro lugar em sua lista dos 20 melhores álbuns de 2004. Stylus Magazine nomeou-o o segundo melhor álbum de 2004. Na pesquisa anual do The Village Voice's Pazz & Jop, que combinou votos de 793 críticos, Madvillainy foi ficou em 11º lugar na lista dos melhores álbuns de 2004. The Wire e AllMusic também incluíram o álbum em suas listas não ordenadas dos melhores álbuns do ano. A revista também o nomeou como o segundo melhor álbum em sua lista dos 100 melhores discos de hip hop indie já feitos, afirmando que foi "indiscutivelmente o momento de assinatura do rapper e produtor de assinatura de todo o movimento". Heavy.com classificou o álbum em 9º lugar em sua lista "Os 10 melhores álbuns de hip-hop da década", afirmando que "MF Doom nunca soou melhor do que quando se juntou a Madlib para esta pequena cantiga de hip hop WTF". Slant Magazine colocou o álbum em 39º lugar na lista "Os 100 Melhores Álbuns das Aughts", chamando-o de "pináculo indiscutível do rap underground da filha". Stylus Magazine classificou o álbum em 13º lugar em sua lista "Os 50 melhores álbuns: 2000-2004". Fact classificou o álbum em 14º lugar na lista "Os 100 melhores álbuns dos anos 2000", elogiando-o como "um álbum perfeito sinergia entre batidas cruas e rimas incríveis que nas mentes e corações de muitos, nenhuma das partes ainda não superou".
Numerosas publicações incluíram Madvillainy em várias listas dos melhores álbuns. Clash posicionou-o no número 47 em sua lista dos 100 melhores álbuns da vida de Clash's, chamando-o de "descuidado e dilapidado, totalmente despreocupado com fazendo sentido", "definido por sua irreverência e atitude em relação ao profissionalismo". A revista também o listou em sua lista dos dez melhores álbuns de hip hop de todos os tempos, chamando-o de "um dos melhores álbuns de hip-hop desta década" que "elevou o perfil de ambos [artistas] para níveis totalmente novos". Complex  colocou o álbum em sua lista dos 100 melhores álbuns disponíveis no Spotify, chamando-o de "obra-prima empoeirada e eliminada de 22 músicas que ficou sozinha e nos trouxe a todos para seu próprio mundinho" e afirmando que "O clássico de Madlib e MF Doom não foi feito para o rádio, mas era bom demais para ser mantido no underground". A revista também o listou entre os 25 álbuns da década que merecem status de clássico, descrevendo-o como "um disco clássico que tinha uma imprevisibilidade boba de desenho animado, equilibrado com momentos de sinceridade excêntrica" e 71º na lista "Os 100 melhores álbuns da década complexa". HipHopGoldenAge classificou-o em primeiro lugar na lista dos 150 melhores álbuns de Hip Hop da década, chamando-o de "um exemplo perfeito do que pode acontecer se dois gênios do campo esquerdo combinarem poderes". Álbuns de hip hop dos anos 2000 O A.V. Club incluiu o álbum na lista "A Melhor Música da Década", referindo-se ao álbum como "uma obra-prima instantânea". Fact classificou-o em 14º lugar em sua lista dos 100 melhores álbuns dos anos 2000 e elogiou-o como "uma sinergia perfeita entre batidas cruas e rimas incríveis". A revista também o nomeou como o segundo melhor álbum em sua lista dos 100 melhores discos de hip hop indie já feitos, afirmando que foi "indiscutivelmente o momento de assinatura do rapper e produtor de assinatura de todo o movimento". Heavy.com classificou o álbum em 9º lugar em sua lista "Os 10 melhores álbuns de hip-hop da década", afirmando que "MF Doom nunca soou melhor do que quando se juntou a Madlib para esta pequena cantiga de hip hop WTF". Slant Magazine colocou o álbum em 39º lugar na lista "Os 100 Melhores Álbuns das Aughts", chamando-o de "pináculo indiscutível do rap underground da filha". Stylus Magazine classificou o álbum em 13º lugar em sua lista "Os 50 melhores álbuns: 2000-2004". Fact classificou o álbum em 14º lugar na lista "Os 100 melhores álbuns dos anos 2000", elogiando-o como "um álbum perfeito sinergia entre batidas cruas e rimas incríveis que nas mentes e corações de muitos, nenhuma das partes ainda não superou".
NME classificou o álbum em 411º lugar em sua lista de  os 500 melhores álbuns de todos os tempos, descrevendo-o como "humor drogado e batidas alucinantes de um time dos sonhos do hip-hop" e afirmando que "MF Doom e Madlib podem não ter inventado o rap underground, mas eles o aperfeiçoaram muito bem". Pitchfork classificou o álbum em 13º lugar em sua lista dos 100 melhores álbuns de 2000-2004, comentando: "Embora o poder especial de Madlib pregasse peças em seus ouvidos - uma amostra que você tinha certeza era o som de carros rolar na rua pode soar como o silvo de um disco em um dia diferente ("Rainbows") - MF Doom desenrolou suas letras inteligentes como um rolo de grama na terra... e o álbum se curvou sobre si mesmo como um dois- espelho do caminho." Pitchfork também classificou Madvillainy como o 25º melhor álbum dos anos 2000, descrevendo-o como "um par sobrenaturalmente perfeito de talentos com ideias semelhantes" que "cada um foi responsável por toneladas de grandes e sujos hip-hop underground". Tiny Mix Tapes considerou o álbum o quarto melhor dos anos 2000. Rhapsody classificou o álbum em primeiro lugar na lista dos "Melhores Álbuns da Década de Hip-Hop". PopMatters posicionou-o na posição 49 em sua lista dos 100 melhores álbuns dos anos 2000 e elogiou MF Doom, que "associa gratuitamente a cultura alta e baixo, de Hemingway a Robh Ruppel, através de rimas internas presas à língua", e "fusion breaks, psych soul, and Steve Reich" de Madlib, e chamou o álbum de " a melhor química da carreira de ambos e uma das melhores do hip-hop, ponto final". Em 2016 Q listou Madvillainy entre os álbuns que não apareceram em sua lista dos melhores álbuns dos últimos 30 anos , afirmando que "os gênios malucos do hip-hop underground, Madlib e MF Doom, se unem em um labirinto de vinhetas manchadas de ervas daninhas que combinam invenção e acessibilidade". ); Spin ranked it number 123 on their list of the 300 best albums of the past 30 years (1985–2014), calling it "a genius cross-pollination of seemingly divergent styles". Spin classificou-o em 123º lugar em sua lista dos 300 melhores álbuns dos últimos 30 anos (1985–2014), chamando-o de "uma genial polinização cruzada de estilos aparentemente divergentes". A revista também posicionou o álbum em oitavo lugar na lista dos 50 melhores álbuns de estreia de hip hop desde Reasonable Doubt. A Stylus Magazine classificou o álbum em 13º lugar em sua lista dos 50 melhores álbuns de 2000-2005, elogiando a produção de Madlib, baseada em "uma fonte infinita de samples de funk, soul e jazz", e afirmando que o álbum estava "exibindo o futuro do hip-hop".

## Legado e Influencia
Madvillainy influenciou uma geração de artistas. Entre alguns deles estão os rappers Joey Badass, o falecido Capital Steez, Bispo Nehru, Tyler, The Creator, Earl Sweatshirt, Danny Brown, Kirk Knight, produtor e rapper Flying Lotus, produtor e DJ Cashmere Cat, O grupo de neo soul Jungle, indie rock banda Cults, e o vocalista do Radiohead  Thom Yorke. O cantor Bilal o nomeia entre seus 25 álbuns favoritos. De acordo com Earl Sweatshirt, Madvillainy influenciou sua geração da mesma forma que Wu-Tang Clan influenciou os rappers da década de 1990 com seu álbum  Entre the Wu-Tang (36 Chambers). Em 2009, um vídeo de Mos Def trabalhando em seu álbum The Ecstatic em um estúdio foi lançado. No vídeo ele elogiou Doom, dizendo que "ele rima tão estranho quanto eu me sinto", e recitou algumas falas de Doom, incluindo as de Madvillainy. Ele adicionou:
Cara, juro por Deus, quando vi aquele disco do Madvillain, comprei em vinil. Não tenho toca-discos. Comprei em vinil só para olhar o álbum. Eu olhei para ele e continuei, 'Eu entendo você'.
Em 2015, em homenagem ao lançamento da linha de quadrinhos Totalmente Nova e Diferente da Marvel e para homenagear os álbuns clássicos e contemporâneos de hip hop, a Marvel lançou capas variantes inspirado em álbuns influentes. Uma delas era a capa variante de The Mighty Thor , baseados na capa de Madvillainy. Ele usava uma imagem em tons de cinza do rosto de Jane Foster por trás da máscara de metal, com uma imagem de Mjolnir em um pequeno quadrado laranja no canto superior direito e o texto "THE MIGHTY THOR" em fonte pixelada no canto superior esquerdo.

## Faixas
Todas as faixas foram escritas por MF Doom(Daniel Dumile) e Madlib(Otis Jackson Jr.), exceto aonde está anotado. Todas as faixas são produzidas por Madlib, exceto por "The Illest Villains", produzida por Madlib e DOOM.
| N.º            | Título                              | Duração |  |
| 1.             | "The Illest Villains"               | 1:55    |  |
| 2.             | "Accordion"                         | 1:58    |  |
| 3.             | "Meat Grinder"                      | 2:11    |  |
| 4.             | "Bistro"                            | 1:07    |  |
| 5.             | "Raid"                              | 2:30    |  |
| 6.             | "America's Most Blunted"            | 3:54    |  |
| 7.             | "Sickfit"                           | 1:21    |  |
| 8.             | "Rainbows"                          | 2:51    |  |
| 9.             | "Curls"                             | 1:35    |  |
| 10.            | "Do Not Fire!"                      | 0:52    |  |
| 11.            | "Money Folder"                      | 3:02    |  |
| 12.            | "Shadows of Tomorrow"               | 2:36    |  |
| 13.            | "Operation Lifesaver AKA Mint Test" | 1:30    |  |
| 14.            | "Figaro"                            | 2:25    |  |
| 15.            | "Hardcore Hustle"                   | 1:21    |  |
| 16.            | "Strange Ways"                      | 1:51    |  |
| 17.            | "Fancy Clown"                       | 1:55    |  |
| 18.            | "Eye"                               | 1:57    |  |
| 19.            | "Supervillain Theme"                | 0:52    |  |
| 20.            | "All Caps"                          | 2:10    |  |
| 21.            | "Great Day"                         | 2:16    |  |
| 22.            | "Rhinestone Cowboy"                 | 3:59    |  |
| Duração total: | Duração total:                      | 46:22   |  |

## Samples
- As diversas narrações predominantes em "The Illest Villains" e presentes em "Rainbows", "Money Folder" e "Rhinestone Cowboy" são originadas de um documentário de 1989 chamado "The Documented History of the Fabulous Villains".
- "The Illest Villains" possui um trecho da música "Beach Trip", por Mort Stevens and His Orchestra.
- Em "Accordion", a sanfona foi retirada de um trecho de "Experience" por Daedelus.
- O interlúdio entre "Accordion" e "Meat Grinder" contém um trecho da música "Sleeping in a Jar", do grupo de rock The Mothers of Invention.
- As percussões de "Meat Grinder" foram retiradas da música "Hula Rock", por Lew Howard & the All-Stars.[96]
- "Bistro" contéum um trecho de "Second to None", pelo Atlantic Starr.[96]
- "Raid" contém um sample de "Nardis (Live at the Montreux Jazz Festival)" por Bill Evans, um trecho de "América Latina" por Osmar Milito e Quarteto Forma e, um trecho de "Computer Games", por George Clinton.[96]
- "America's Most Blunted" possui um trecho de "Ninety-Nine and a Half" pelo Fever Tree.
- Considerada a faixa com a maior quantidade de samples do álbum, "America's Most Blunted" contém trechos de músicas de Phil The Agony, Edo.G, Pharoahe Monch, Redman, Prodigy, Fat Boys, Leaders of The New School, Royal Flush e Melvin Van Peebles.
- As falas de "America's Most Blunted" foram retiradas de "Creativity", por Jack Margolis.[96]
- "Sickfit" contém um trecho de "Family Affair", pelo The Generation Gap[96]
- "Rainbows" contém um trecho de "Blues & Pants" por James Brown e um trecho de "Kelly", por William Loose, Stu Phillips, and Marvin Elling.[96]
- "Rainbows" contém um trecho do filme "MotorPsycho", de 1965.
- "Curls" contém um trecho de "Airport Love Theme", por Waldir Calmon.[96]
- Os sons orquestrais de "Do Not Fire!" vem do filme indiano "Mithi Mithi Ankhiyon Se Dil Bhar De", por Kishore Kumar.
- Os efeitos sonoros de socos e gritos de "Do Not Fire!" vem do jogo de arcade Street Fighter II, dentre eles dos personagens Dhalsim, Chun-Li e Ryu.
- "Money Folder" possui um trecho de "Soul Turn Around", por Freddie Hubbard, e um recorte de uma fala do The Raven, falado por Vincent Price.[96]
- "Shadows of Tomorrow" possui um trecho do filme "Hindu Hoon Main Na Musalman Hoon", por R.D. Burman, além de recortes de falas de "Space Is The Place", faladas por Sun Ra.[96]
- "Operation Lifesaver AKA Mint Test" contém samples de "Prepare Yourself" por George Duke, um sample de Double Barrel por Dave and Ansell Collins, e um sample do tema da Liga da Justiça.[96]
- "Figaro" possui trechos de "In The Beginning" e "Jeannine", ambas por Dr. Lonnie Smith.[96]
- "Hardcore Hustle" contém um trecho de "Sing A Simple Song", por Diana Ross, The Temptations, e The Supremes.[96]
- "Strange Ways" contém um trecho da música "Funny Ways", do grupo de rock progressivo Gentle Giant, além de um trecho de "Symphony in Slang", dirigido por Tex Avery.[96]
- "Fancy Clown" contém um trecho de "That Ain't The Way You Make Love", por Z.Z. Hill.[96]
- "Eye" contém um trecho de "So Good", pelo The Whispers.[96]
- "Supervillain Theme" contém trechos de "Adormeceu", pela banda O Terço.[96]
- "All Caps", contém trechos do tema de abertura de "Ironside", composta por Quincy Jones, além de interpolações de "Sometimes I Rhyme Slow", por Smooth.[96]
- "Great Day", contém trechos de "How Can You Believe", por Stevie Wonder.[96]
- "Rhinestone Cowboy" contém trechos de shows ao vivo de "Mariana Mariana" e "Molambo", ambas por Maria Bethânia[96]

## Equipe
Os créditos foram retirados da capa do álbum.
Madvillain
- MF Doom – MC, produção (The Illest Villains), gravação.[97]
- Madlib – batidas, produção, gravação.[97]

Adicionais
- Peanut Butter Wolf – produtor executivo.[97]
- Allah's Reflection – vocais adicionais (Fancy Clown)[97]
- Dave Cooley – mixagem, masterização, gravação.[97]
- James Reitano – ilustração.[97]
- Egon – coordenador de projetos.[97]
- Miranda Jane – consultor de projetos.[97]
- Eric Coleman – fotografia.[97]
- Jeff Jank – design.[97]

## Madvillainy Demo Tape
Em 23 de julho de 2008, a Stones Throw anunciou o lançamento de Madvillainy 2: The Box, um box set contendo, entre outras coisas , uma fita cassete da fita demo vazada de  Madvillainy . A caixa foi lançada posteriormente em 15 de setembro daquele ano, marcando o primeiro lançamento oficial da demo Madvillainy. A demo foi lançada separadamente em 7 de setembro de 2013, em comemoração ao primeiro Cassette Store Day.
| Side 1 |                                                                               |         |  |
| N.º    | Título                                                                        | Duração |  |
| 1.     | "One False Move" ("Great Day" demo)                                           | 2:40    |  |
| 2.     | "America's Most Blunted"                                                      | 3:28    |  |
| 3.     | "Operation Lifesaver" ("Operation Lifesaver AKA Mint Test" instrumental demo) | 1:24    |  |
| 4.     | "Figaro"                                                                      | 2:42    |  |
| 5.     | "Rainbows"                                                                    | 2:59    |  |
| 6.     | "Just for Kicks" ("Meat Grinder" demo)                                        | 2:17    |  |

| Side 2         |                                                                 |         |  |
| N.º            | Título                                                          | Duração |  |
| 1.             | "Fancy Clown"                                                   | 3:57    |  |
| 2.             | "Shadows of Tomorrow"                                           | 3:00    |  |
| 3.             | "Money Folder"                                                  | 4:16    |  |
| 4.             | "Stakes" ("Supervillain Theme" demo)                            | 1:29    |  |
| 5.             | "All Caps"                                                      | 2:12    |  |
| 6.             | "One False Move" (Instrumental) ("Great Day" instrumental demo) | 2:13    |  |
| Duração total: | Duração total:                                                  | 32:37   |  |

## Paradas

### Álbum
Lançamento original
| Parada (2004)                       | Posição alcançada |
| ----------------------------------- | ----------------- |
| US Billboard 200                    | 179               |
| US Billboard Top R&B/Hip-Hop Albums | 80                |
| US Billboard Top Independent Albums | 10                |
| US Billboard Top Heatseekers Albums | 9                 |

Relançamento de 2014
| Parada (2014)                   | Posição alcançada |
| ------------------------------- | ----------------- |
| US Billboard 200                | 117               |
| US Billboard Top Catalog Albums | 17                |

Posições alcançadas posteriormente
| Parada (2019–2022)                  | Posição alcançada |
| ----------------------------------- | ----------------- |
| Bélgica (Ultratop Flandres)         | 67                |
| Canadá (Billboard)                  | 64                |
| França (SNEP)                       | 116               |
| Reino Unido (Official Albums Chart) | 58                |
| Reino Unido (UK R&B Albums Chart)   | 3                 |
| Estados Unidos (Billboard 200)      | 73                |

### Singles
| Canção         | Parada (2003)                      | Posição alcançada |
| -------------- | ---------------------------------- | ----------------- |
| "Money Folder" | US Billboard Hot R&B/Hip-Hop Songs | 66                |

## Certificações
| Região (Associação) — Vendas    | Certificação |
| ------------------------------- | ------------ |
| Estados Unidos (RIAA) — 500 000 | Ouro         |
| Reino Unido (BPI) — 100 000     | Ouro         |